# Let's Get to It
| Críticas profissionais | Críticas profissionais |
| Avaliações da crítica  | Avaliações da crítica  |
| Fonte                  | Avaliação              |
| ---------------------- | ---------------------- |
| Allmusic               | [ 1 ]                  |

Let's Get to It é o quarto álbum de estúdio da cantora australiana Kylie Minogue, lançado em 14 de outubro de 1991 pelo selo da PWL Records em parceria com a Warner Bros. Records. O disco foi uma das últimas contribuições do trio Stock Aitken Waterman, deixando claro que a cantora ansiava por novos rumos na carreira musical. Emplacou hits como "Give Me Just a Little More Time" e "If You Were With Me Now", e teve mais dois singles: "Finer Feelings" e a favorita dos fãs "Word is Out", cujo clipe causou polêmica por retratar Minogue como uma garota de programa. 
Um ponto forte do álbum é o fato das canções serem co-escritas por Kylie, demonstrando uma maior autonomia para com sua música. O álbum ganhou disco de ouro no Reino Unido, apesar de não ter repetido o sucesso dos três albuns anteriores, lançados pela PWL. Vendeu mais de 1 milhão de cópias no mundo.
Certamente, o álbum recebeu críticas mistas. O mais crítico notou uma mudança musical e simbólica na imagem de Kylie Minogue, enquanto outros criticaram por ser muito irreconhecível e criticou-se a maior parte do álbum. O estilo mais sombrio e sensual do álbum afastou fãs mais jovens da cantora, porém ganhou respeito das críticas na época. Este foi o álbum de estúdio de menos sucesso de Kylie Minogue até 1991. Foi feita uma turnê chamada Let's Get to It Tour e fez um enorme sucesso tanto na Europa como na Austrália.

## Lista de faixas
| N.º            | Título                                           | Compositor(es)                          | Duração |  |
| 1.             | "Word Is Out"                                    | Mike Stock Pete Waterman                | 3:35    |  |
| 2.             | "Give Me Just a Little More Time"                | Ronald Dunbar Edyth Wayne               | 3:08    |  |
| 3.             | "Too Much of a Good Thing"                       | Kylie Minogue Stock Waterman            | 4:24    |  |
| 4.             | "Finer Feelings"                                 | Stock Waterman                          | 3:54    |  |
| 5.             | "If You Were with Me Now" (com Keith Washington) | Minogue Stock Waterman Keith Washington | 3:11    |  |
| 6.             | "Let's Get to It"                                | Stock Waterman                          | 4:49    |  |
| 7.             | "Right Here, Right Now"                          | Minogue Stock Waterman                  | 3:52    |  |
| 8.             | "Live and Learn"                                 | Minogue Stock Waterman                  | 3:15    |  |
| 9.             | "No World Without You"                           | Minogue Stock Waterman                  | 2:46    |  |
| 10.            | "I Guess I Like It Like That"                    | Minogue Stock Waterman                  | 6:00    |  |
| Duração total: | Duração total:                                   | Duração total:                          | 39:04   |  |

Créditos de demonstrações
- "Too Much of a Good Thing" contém demosntrações de "Control" de Janet Jackson e de "Let the Beat Hit 'Em", de Lisa Lisa and Cult Jam.
- "Right Here, Right Now" contém demonstrações de "Are You Gonna Be There", de Shay Jones.
- "I Guess I Like It Like That" contém demonstrações de "I Like It Like That", de Salt-N-Pepa.

## Desempenho nas tabelas musicais
| Tabela musical (1991)               | Melhor posição |
| ----------------------------------- | -------------- |
| Austrália (Australian Albums Chart) | 13             |
| Japão (Japanese Albums Chart)       | 37             |
| Reino Unido (UK Albums Chart)       | 15             |

## Certificações
| Região                                   | Certificação | Vendas  |
| ---------------------------------------- | ------------ | ------- |
| Austrália (ARIA)                         | Platina      | 70,000^ |
| ^ vendas com base apenas na certificação |              |         |

## Let's Get To...The Videos
Um VHS foi lançado depois do álbum intitulado Let's Get To...The Videos. O vídeo incluiu quatro vídeos musicais do álbum anterior de Minogue Rhythm of Love, dois vídeos musicais de Let's Get to It, e cenas exclusivas dos bastidores.

### Lista de vídeos
1. "Better The Devil You Know"
2. "Step Back in Time"
3. "What Do I Have to Do"
4. "Shocked"
5. "Word Is Out"
6. "If You Were with Me Now"
7. Behind The Scenes